# Munster Senior Football Championship
Il Munster Senior Football Championship (o per ragioni di sponsorizzazione Bank of Ireland Munster Championship) è il principale torneo di calcio gaelico della provincia del Munster. La formula è quella dell'eliminazione diretta in match a gara unica e la finale si tiene nel mese del luglio. La squadra più titolata è Kerry avendo vinto la campetizione 75 volte e per due volte si è aggiudicata otto edizioni consecutive (1958-1965 e 1975-1982), che è anche il record assoluto dell'Isola d'Irlanda. I vincitori della competizione accedono direttamente ai quarti dell'All-Ireland Senior Football Championship mentre per le altre inizia la fase dei ripescaggi.
Ogni anno le finaliste dell'anno precedente accedono di diritto alla semifinali, sfidando le vincitrici del turno precedente.

## Vincitori
|   | Squadra   | Vincitore | Anni delle vittorie |
| - | --------- | --------- | --- |
| 1 | Kerry     | 81        | 1892, 1903, 1904, 1905, 1908, 1909, 1910, 1912, 1913, 1914, 1915, 1919, 1923, 1924, 1925, 1926, 1927, 1929, 1930, 1931, 1932, 1933, 1934, 1936, 1937, 1938, 1939, 1940, 1941, 1942, 1944, 1946, 1947, 1948, 1950, 1951, 1953, 1954, 1955, 1958, 1959, 1960, 1961, 1962, 1963, 1964, 1965, 1968, 1969, 1970, 1972, 1975, 1976, 1977, 1978, 1979, 1980, 1981, 1982, 1984, 1985, 1986, 1991, 1996, 1997, 1998, 2000, 2001, 2003, 2004, 2005, 2007, 2010, 2011, 2013, 2014, 2015, 2016, 2017, 2018, 2019 |
| 2 | Cork      | 37        | 1890, 1891, 1893, 1894, 1897, 1899, 1901, 1906, 1907, 1911, 1916, 1928, 1943, 1945, 1949, 1952, 1956, 1957, 1966, 1967, 1971, 1973, 1974, 1983, 1987, 1988, 1989, 1990, 1993, 1994, 1995, 1999, 2002, 2006, 2008, 2009, 2012 |
| 3 | Tipperary | 9         | 1888, 1889, 1895, 1900, 1902, 1918, 1920, 1922, 1935 |
| 4 | Clare     | 2         | 1917, 1992 |
| 5 | Waterford | 1         | 1898 |
| 5 | Limerick  | 1         | 1896 |

## Albo d'oro
| Anno | Vincitore       | Finalista           |
| ---- | --------------- | ------------------- |
| 2019 | Kerry 1-19      | Cork 3-10           |
| 2018 | Kerry 3-18      | Cork 2-4            |
| 2017 | Kerry 1-23      | Cork 0-15           |
| 2016 | Kerry 3-17      | Tipperary 2-10      |
| 2015 | Kerry 2-15 1-11 | Cork 3-12 1-06      |
| 2014 | Kerry 0-24      | Cork 0-12           |
| 2013 | Kerry 1-16      | Cork 0-17           |
| 2012 | Cork 3-16       | Clare 0-13          |
| 2011 | Kerry 1-15      | Cork 1-12           |
| 2010 | Kerry 1-17      | Limerick 1-14       |
| 2009 | Cork 2-06       | Limerick 0-11       |
| 2008 | Cork 1-16       | Kerry 1-11          |
| 2007 | Kerry 1-15      | Cork 1-13           |
| 2006 | Cork 0-10 1-12  | Kerry 0-10 0-09     |
| 2005 | Kerry 1-11      | Cork 0-11           |
| 2004 | Kerry 1-11 3-10 | Limerick 1-11 2-09  |
| 2003 | Kerry 1-11      | Limerick 0-09       |
| 2002 | Cork 2-11 1-23  | Tipperary 1-14 0-07 |
| 2001 | Kerry 0-19      | Cork 1-13           |
| 2000 | Kerry 3-15      | Clare 0-08          |
| 1999 | Cork 2-10       | Kerry 2-04          |
| 1998 | Kerry 0-17      | Tipperary 1-10      |
| 1997 | Kerry 1-13      | Clare 0-11          |
| 1996 | Kerry 0-14      | Cork 0-11           |
| 1995 | Cork 0-15       | Kerry 1-09          |
| 1994 | Cork 2-19       | Tipperary 3-09      |
| 1993 | Cork 1-16       | Tipperary 1-08      |
| 1992 | Clare 2-10      | Kerry 0-12          |
| 1991 | Kerry 0-23      | Limerick 3-12       |
| 1990 | Cork 2-23       | Kerry 1-11          |
| 1989 | Cork 1-12       | Kerry 1-09          |
| 1988 | Cork 1-14       | Kerry 0-16          |
| 1987 | Cork 1-10 0-13  | Kerry 2-07 1-05     |
| 1986 | Kerry 0-12      | Cork 0-08           |
| 1985 | Kerry 2-11      | Cork 0-11           |
| 1984 | Kerry 3-14      | Cork 2-10           |
| 1983 | Cork 3-10       | Kerry 3-09          |
| 1982 | Kerry 0-09 2-18 | Cork 0-09 0-12      |
| 1981 | Kerry 1-11      | Cork 0-03           |
| 1980 | Kerry 3-13      | Cork 0-12           |
| 1979 | Kerry 2-14      | Cork 2-04           |
| 1978 | Kerry 3-14      | Cork 3-07           |
| 1977 | Kerry 3-15      | Cork 0-09           |
| 1976 | Kerry 0-10 3-20 | Cork 0-10 2-19      |
| 1975 | Kerry 1-14      | Cork 0-07           |
| 1974 | Cork 1-11       | Kerry 0-07          |
| 1973 | Cork 5-12       | Kerry 1-15          |
| 1972 | Kerry 2-21      | Cork 2-15           |
| 1971 | Cork 0-25       | Kerry 0-14          |
| 1970 | Kerry 2-22      | Cork 2-09           |
| 1969 | Kerry 0-16      | Cork 1-04           |
| 1968 | Kerry 1-21      | Cork 3-08           |
| 1967 | Cork 0-08       | Kerry 0-07          |
| 1966 | Cork 2-07       | Kerry 1-07          |
| 1965 | Kerry 2-16      | Limerick 2-07       |
| 1964 | Kerry 2-11      | Cork 1-08           |
| 1963 | Kerry 1-18      | Cork 3-07           |
| 1962 | Kerry 4-08      | Cork 0-04           |
| 1961 | Kerry 0-10 2-13 | Cork 1-07 1-04      |
| 1960 | Kerry 3-15      | Waterford 0-08      |
| 1959 | Kerry 2-15      | Cork 2-08           |
| 1958 | Kerry 2-07      | Cork 0-03           |
| 1957 | Cork 0-16       | Waterford 1-02      |
| 1956 | Cork 0-08 1-08  | Kerry 2-02 1-07     |

| Year | Winner          | Opponent       |
| ---- | --------------- | -------------- |
| 1955 | Kerry 0-14      | Cork 2-06      |
| 1954 | Kerry 4-09      | Cork 2-03      |
| 1953 | Kerry 2-07      | Cork 2-03      |
| 1952 | Cork 0-11       | Kerry 0-02     |
| 1951 | Kerry 1-06      | Cork 0-04      |
| 1950 | Kerry 2-05      | Cork 1-05      |
| 1949 | Cork 3-06       | Clare 0-07     |
| 1948 | Kerry 2-09      | Cork 2-06      |
| 1947 | Kerry 3-08      | Cork 2-06      |
| 1946 | Kerry 2-16      | Waterford 2-01 |
| 1945 | Cork 1-11       | Kerry 1-06     |
| 1944 | Kerry 1-06      | Tipperary 0-05 |
| 1943 | Cork 1-07       | Tipperary 1-04 |
| 1942 | Kerry 3-07      | Cork 0-08      |
| 1941 | Kerry 2-09      | Clare 0-06     |
| 1940 | Kerry 1-10      | Waterford 0-06 |
| 1939 | Kerry 2-11      | Tipperary 0-04 |
| 1938 | Kerry 4-14      | Cork 0-06      |
| 1937 | Kerry 4-09      | Clare 1-01     |
| 1936 | Kerry 1-11      | Clare 2-02     |
| 1935 | Tipperary 2-08  | Cork 1-02      |
| 1934 | Kerry 1-14      | Limerick 1-02  |
| 1933 | Kerry 2-08      | Tipperary 1-04 |
| 1932 | Kerry 3-10      | Tipperary 1-04 |
| 1931 | Kerry 5-08      | Tipperary 0-02 |
| 1930 | Kerry 3-04      | Tipperary 1-02 |
| 1929 | Kerry 1-14      | Clare 1-02     |
| 1928 | Cork 4-03       | Tipperary 0-04 |
| 1927 | Kerry 4-04      | Clare 1-03     |
| 1926 | Kerry 0-11      | Tipperary 1-04 |
| 1925 | Kerry 5-05      | Clare 0-00     |
| 1924 | Kerry 5-08      | Clare 2-02     |
| 1923 | Kerry 0-05      | Tipperary 0-03 |
| 1922 | Tipperary 1-07  | Limerick 0-01  |
| 1921 | No championship |                |
| 1920 | Tipperary 2-02  | Kerry 0-02     |
| 1919 | Kerry 6-11      | Clare 2-00     |
| 1918 | Tipperary 1-01  | Kerry 0-01     |
| 1917 | Clare 5-04      | Cork 0-01      |
| 1916 | Cork 2-02       | Clare 1-04     |
| 1915 | Kerry 4-03      | Clare 0-01     |
| 1914 | Kerry 0-05      | Cork 0-01      |
| 1913 | Kerry 1-06      | Cork 0-01      |
| 1912 | Kerry 0-03      | Clare 0-01     |
| 1911 | Cork 2-05       | Waterford 0-01 |
| 1910 | Kerry 0-04      | Cork 0-02      |
| 1909 | Kerry 2-08      | Cork 1-07      |
| 1908 | Kerry 0-07      | Waterford 0-02 |
| 1907 | Cork 1-07       | Tipperary 0-01 |
| 1906 | Cork 1-10       | Kerry 0-03     |
| 1905 | Kerry 2-10      | Limerick 1-06  |
| 1904 | Kerry 2-03      | Waterford 0-02 |
| 1903 | Kerry 0-05      | Cork 0-03      |
| 1902 | Tipperary 2-04  | Kerry 0-03     |
| 1901 | Cork 1-09       | Limerick 1-06  |
| 1900 | Tipperary 2-04  | Kerry 2-01     |
| 1899 | Cork 1-09       | Tipperary 0-01 |
| 1898 | Waterford 1-03  | Cork 0-04      |
| 1897 | Cork 0-05       | Limerick 0-03  |
| 1896 | Limerick 0-04   | Waterford 0-01 |
| 1895 | Tipperary 0-05  | Limerick 0-03  |
| 1894 | Cork 1-07       | Tipperary 1-03 |
| 1893 | Cork 2-03       | Kerry 1-04     |
| 1892 | Kerry 1-06      | Cork 1-03      |
| 1891 | Cork 1-05       | Waterford 0-04 |
| 1890 | Cork 1-04       | Kerry 0-01     |
| 1889 | Tipperary 0-03  | Cork 0-02      |
| 1888 | TipperaryW/O    | Limerick       |